# Lübecker Ornat

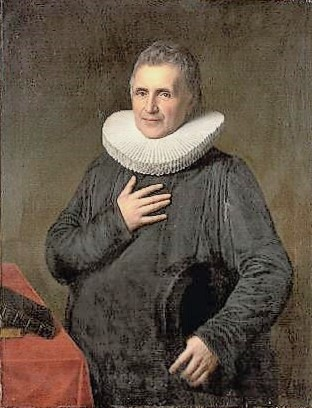
Senior Hermann Friedrich Behn im Lübecker Ornat, Porträt von Rudolph Suhrlandt 1822

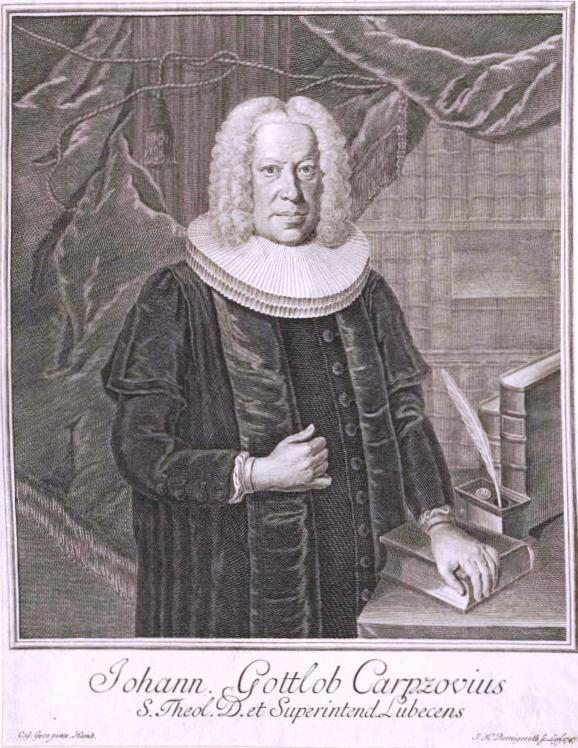
Johann Gottlob Carpzow, Lübecker Superintendent, vor 1768

Das Lübecker Ornat, auch bezeichnet als die Lübsche Tracht, ist die Amtskleidung der Pastoren der evangelisch-lutherischen Kirche in Lübeck bzw. des Lübecker Teils des Kirchenkreises Lübeck-Lauenburg der Nordkirche.
Das Lübecker Ornat sowie das sehr ähnliche Hamburger Ornat unterscheiden sich vom Talar durch seine Zweiteiligkeit (Unter- und Oberhabit), den Schnitt und die Halskrause (Mühlsteinkragen) statt des Beffchens.
Der Unterhabit (alter Name: Summar) ist ein eng geschnittener Talar nach Art einer Soutane, vorn durchgeknöpft mit 17 bezogenen Knöpfen, die symbolisch an die 10 Gebote und die sieben Bitten des Vaterunsers erinnern.
Der Oberhabit ist aus dem vorn offenen Renaissance-Mantel der Gelehrten und Honoratioren, der Schaube, entstanden und entspricht im Wesentlichen der sogenannten spanischen Tracht der Senatoren der Hansestädte. Dazu gehören der Besatz mit Samtborten, der tief gefältelte Rückenteil, Prunkärmel und die weißleinene, getollte Halskrause. Anders als beim Hamburger Ornat sind die Samtborten beim Lübecker Ornat glatt und ohne Verzierungen; außerdem gibt es einen Stoffriegel auf der Brust.
Auch wenn es heute fast ausschließlich im Gottesdienst gebraucht wird, ist das Ornat (wie auch der Talar) also kein liturgisches Gewand im eigentlichen Sinn, sondern aus der Ausgehkleidung entstandene Standes- und Amtstracht. Nach der Reformation wurde das Ornat ab etwa 1600 die allgemeine Amtstracht der lutherischen Prediger. 1811 bestimmte König Friedrich Wilhelm III. den Talar als Amtskleidung der Geistlichen und Beamten in Preußen. Das Ornat blieb nur noch in den Hansestädten erhalten. 